# Temperament igual
El temperament igual és un temperament musical, o un sistema d'afinació en el qual cada parell de notes adjacents té una freqüència d'idèntica proporció. En el temperament igual, en afinar un interval - en general l'octava - es divideix en una sèrie de mesures d'igualtat (igualtat dels coeficients de freqüència). En la música moderna occidental el sistema d'afinació més comú és de dotze tons d'igual temperament que divideixen l'octava en 12 (logaritmicament) parts iguals. En general, s'afina tenint com a referència el La 440, que com el seu nom indica té una freqüència de 440 Hz.
El temperament igual també pot dividir alguns altres intervals que l'octava, la pseudo-octava, en un nombre sencer d'iguals mesures. Un exemple d'això és l'escala de Böhlen-Pierce.

## Història

### Orígens
Vincenzo Galilei va ser un dels primers defensors del temperament igual de dotze tons el 1581 en un tractat, al llarg de dues suites de danses en cadascuna de les 12 notes de l'escala cromàtica. El seu compatriota i company llaütista Giacomo Gorzanis havia escrit música basada en aquest temperament el 1567. Gorzanis no va ser l'únic llaütista que va explorar tots els modes: Francesco Spinacino va escriure un "Recercare de tutti li Toni" el 1507. Al segle xvii el llaütista i compositor John Wilson va escriure una sèrie de 26 preludis incloent-ne 24 en totes les tonalitats majors i menors.
Històricament, hi va haver un període d'ús del temperament hepta-igual a l'antiga tradició xinesa. La primera persona que se sap que va intentar una especificació numèrica de 12-TET és probablement Zhu Zaiyu (朱载堉) un príncep de la cort Ming, que va publicar una teoria del temperament el 1584. És possible que aquesta idea s'estengués a Europa a través del comerç, ja que aquest es va intensificar just en el moment en què Zhu Zaiyu va publicar els seus càlculs. Al cap de cinquanta-dos anys de la publicació de Zhu, les mateixes idees van ésser publicades per Marin Mersenne i Simon Stevin.

### Evolució
De 1450 fins a 1800 llaütistes i guitarristes estaven a favor del temperament igual. Músics de vent i teclat estaven més a favor de l'ús de tonalitats més comunes, com la de do major. Van utilitzar aproximacions que van posar èmfasi en l'afinació de terceres o cinquenes d'aquestes tonalitats. Al segle xvii els compositors de teclat com Girolamo Frescobaldi defensaven el temperament igual. Alguns teòrics, com Giuseppe Tartini, es van oposar a l'adopció del temperament igual, ja que consideraven que es degradava la puresa dels intervals i per tant, l'atractiu estètic de la música; malgrat tot Andreas Werckmeister va defensar el temperament igual el 1707 en el seu tractat publicat pòstumament.

### Altres temperaments
Els conjunts de corda i grups vocals, que no tenen limitacions mecàniques d'afinació, sovint fan ús d'una afinació anomenada "afinació justa", que utilitza els harmònics naturals. Altres instruments, com bona part del vent, o teclat sovint només s'aproximen al temperament igual, ja que les limitacions tècniques impedeixen les afinacions exactes. Altres instruments de vent, que poden doblar fàcilment i de forma espontània el seu to, sobretot de doble canya, usen una afinació semblant a la dels grups de corda i grups vocals.
Johann Sebastian Bach va escriure el Clavecí ben temperat per demostrar les possibilitats de la música del bon temperament o temperament desigual, on algunes tonalitats tenen intervals encara més impurs que en el temperament igual. És raonable pensar que, quan els compositors i teòrics dels primers temps van escriure sobre els estats d'ànim i els "colors" de les tonalitats, cadascun d'ells descrivia les característiques de cada tonalitat segons l'afinació del temperament desigual. Tanmateix, és difícil determinar amb exactitud les veritables afinacions utilitzades en diferents llocs i moments de qualsevol compositor. (De la mateixa manera, hi ha una gran quantitat de varietat en les opinions dels compositors sobre els estats d'ànim i els colors sonors.)

## Generalització en l'ús del temperament igual
Els dotze tons del temperament igual es van imposar per una varietat de raons. S'ajusten al disseny de teclat existent. Es permet una llibertat harmònica molt més gran gràcies a la possibilitat de canviar a qualsevol tonalitat en lloc de restringir-se a les tonalitats veïnes, a expenses, això sí, d'una certa impuresa en cada interval. Això va permetre una major expressió a través de la modulació enharmònica, que es convertí en molt important al segle xviii en la música de compositors com ara Francesco Geminiani, Wilhelm Friedemann Bach, Carl Philipp Emmanuel Bach i Johann Gottfried Müthel. El temperament igual a poc a poc es va convertir en la norma utilitzada durant l'època romàntica.
No es va poder arribar a un temperament igual precís fins que Johann Heinrich Scheibler va desenvolupar una forquilla tonòmetre d'afinació o diapasó de forquilla el 1834 per mesurar amb precisió les parcel·les. L'ús d'aquest dispositiu no és molt ampli, i no va ser fins a 1917 que William Braid Blanc va publicar un pràctic mètode d'afinació sonora del piano amb el temperament igual.
És en el medi ambient del temperament igual que van ser possibles nous estils tonals com la politonalitat, la música atonal, el serialisme, i el jazz.

## Propietats generals
En el temperament igual, la distància entre cada grau de l'escala és el mateix interval. Com que la percepció de la identitat d'un interval depèn de la seva relació, aquesta escala és una seqüència geomètrica de multiplicacions. Específicament, l'interval més petit a la mateixa escala temperada té aquesta relació: 
{\displaystyle r_{}^{n}=p}
{\displaystyle r={\sqrt[{n}]{p}}}
on la relació rdivideix la relació p(amb freqüència l'octava, que és 2 / 1) en n parts iguals. (VegeuDotze tons igual temperament a continuació.) 
Les escales es mesuren sovint en cents, que divideixen l'octava en 1200 intervals iguals (cadascun anomenat cent). Aquesta escala logarítmica fa que la comparació de diferents sistemes tinguin una afinació més fàcil que la comparació de proporcions, i té un gran ús en Etnomusicologia. La mesura bàsica per a qualsevol cent en el temperament igual es pot trobar mitjançant l'adopció de l'amplada de p en cents per sobre (generalment, l'octava, que és de 1200 cents d'amplada), mostrat a continuació W, i dividint en n parts:
{\displaystyle c={\frac {w}{n}}}
En l'anàlisi musical, el material pertanyent a un temperament igual se sol donar en una notació musical. Això simplifica i generalitza el debat de l'alçada del material dins del temperament de la mateixa manera que l'adopció del logaritme d'una multiplicació es redueix a l'addició. A més, mitjançant l'aplicació de l'aritmètica modular, on el mòdul és el nombre de divisions de l'octava (normalment 12), aquests sencers poden reduir-se a camps de classe, que eliminen la distinció (o reconeix la semblança) entre els camps del mateix nom, per exemple, "C" és 0, independentment de l'octava. El MIDI utilitza la codificació estàndard per denominar notes senceres.

## Temperament igual de dotze tons
En el temperament igual de dotze tons, l'octava es divideix en 12 parts iguals, i la proporció de freqüències entre dos semitons és la dotzena arrel de dos: 
{\displaystyle r=100{\text{cents}}={\sqrt[{12}]{2}}\approx 1.0594630943593}
Aquest interval és igual a 100 cents. (El cent és per aquesta raó que a vegades es defineix com una centèsima de semitò).

### Càlcul de freqüències absolutes
Per trobar la freqüència, la P n, d'una nota de 12 TET, es pot utilitzar la següent definició:
{\displaystyle P_{n}=P_{a}\times 2^{\frac {n-a}{12}}}
En aquesta fórmula, Pn es refereix a l'afinació, o la freqüència (en general en hertzs), que està tractant de trobar. Pa es refereix a la freqüència d'un to de referència (en general 440 Hz. n i a es refereixen als nombres assignats a l'alçada desitjada i el to de referència, respectivament. Aquests són dos nombres d'una llista de nombres enters consecutius assignats a semitons consecutius. Per exemple, A4 (el to de referència) és clau a partir de la 49a tecla des de l'extrem esquerre d'un piano (sintonitzat a 440 Hz), i C4 és la 40a tecla. Aquests nombres es poden utilitzar per trobar la freqüència de C4: 
{\displaystyle P_{40}=440~\mathrm {Hz} \times 2^{\frac {40-49}{12}}\approx 261.626~\mathrm {Hz} }

### Comparació de l'entonació
Els intervals de 12-TET s'aproximen a alguns intervals de només entonació. En particular, només s'aproxima a quarts, cinquens, terços, sisens i millor que qualsevol temperament igual amb menys divisions de l'octava. Els seus quarts i cinquens, en particular, són gairebé indistingibles. En general, el temperament igual més baix i viable (com una aproximació a una cosa) és 19-TET, que té millors terceres i sextes, però més feble de quarts i cinquens de 12-TET.
En la següent taula les mides dels diversos intervals només es comparen amb els seus homòlegs de la igualtat del temperament igual, com una proporció determinada, així com cents.
| Nom                    | Valor exacte en 12-TET                                 | Valor decimal en 12-TET | Cents | Interval en "justa afinació"                                            | Cents en "justa afinació" | Diferència |
| ---------------------- | ------------------------------------------------------ | ----------------------- | ----- | ----------------------------------------------------------------------- | ------------------------- | ---------- |
| Uníson (C)             | {\displaystyle 2^{\frac {0}{12}}=1}                    | 1.000000                | 0     | {\displaystyle {\begin{matrix}{\frac {1}{1}}\end{matrix}}} = 1.000000   | 0.0000                    | 0          |
| Segona menor (C♯)      | {\displaystyle 2^{\frac {1}{12}}={\sqrt[{12}]{2}}}     | 1.059463                | 100   | {\displaystyle {\begin{matrix}{\frac {16}{15}}\end{matrix}}} = 1.066667 | 111.73                    | 11.73      |
| Segona major (D)       | {\displaystyle 2^{\frac {2}{12}}={\sqrt[{6}]{2}}}      | 1.122462                | 200   | {\displaystyle {\begin{matrix}{\frac {9}{8}}\end{matrix}}} = 1.125000   | 203.91                    | 3.91       |
| Tercera menor (D♯)     | {\displaystyle 2^{\frac {3}{12}}={\sqrt[{4}]{2}}}      | 1.189207                | 300   | {\displaystyle {\begin{matrix}{\frac {6}{5}}\end{matrix}}} = 1.200000   | 315.64                    | 15.64      |
| Tercera major (E)      | {\displaystyle 2^{\frac {4}{12}}={\sqrt[{3}]{2}}}      | 1.259921                | 400   | {\displaystyle {\begin{matrix}{\frac {5}{4}}\end{matrix}}} = 1.250000   | 386.31                    | −13.69     |
| Quarta justa (F)       | {\displaystyle 2^{\frac {5}{12}}={\sqrt[{12}]{32}}}    | 1.334840                | 500   | {\displaystyle {\begin{matrix}{\frac {4}{3}}\end{matrix}}} = 1.333333   | 498.04                    | −1.96      |
| Quarta augmentada (F♯) | {\displaystyle 2^{\frac {6}{12}}={\sqrt {2}}}          | 1.414214                | 600   | {\displaystyle {\begin{matrix}{\frac {7}{5}}\end{matrix}}} = 1.400000   | 582.51                    | −17.49     |
| Quinta justa (G)       | {\displaystyle 2^{\frac {7}{12}}={\sqrt[{12}]{128}}}   | 1.498307                | 700   | {\displaystyle {\begin{matrix}{\frac {3}{2}}\end{matrix}}} = 1.500000   | 701.96                    | 1.96       |
| Sexta menor (G♯)       | {\displaystyle 2^{\frac {8}{12}}={\sqrt[{3}]{4}}}      | 1.587401                | 800   | {\displaystyle {\begin{matrix}{\frac {8}{5}}\end{matrix}}} = 1.600000   | 813.69                    | 13.69      |
| Sexta major (A)        | {\displaystyle 2^{\frac {9}{12}}={\sqrt[{4}]{8}}}      | 1.681793                | 900   | {\displaystyle {\begin{matrix}{\frac {5}{3}}\end{matrix}}} = 1.666667   | 884.36                    | −15.64     |
| Sèptima menor (A♯)     | {\displaystyle 2^{\frac {10}{12}}={\sqrt[{6}]{32}}}    | 1.781797                | 1000  | {\displaystyle {\begin{matrix}{\frac {7}{4}}\end{matrix}}} = 1.750000   | 968.826                   | −31.17     |
| Sèptima major (B)      | {\displaystyle 2^{\frac {11}{12}}={\sqrt[{12}]{2048}}} | 1.887749                | 1100  | {\displaystyle {\begin{matrix}{\frac {15}{8}}\end{matrix}}} = 1.875000  | 1088.27                   | −11.73     |
| Octava (C)             | {\displaystyle 2^{\frac {12}{12}}={2}}                 | 2.000000                | 1200  | {\displaystyle {\begin{matrix}{\frac {2}{1}}\end{matrix}}} = 2.000000   | 1200.0                    | 0          |

(Aquestes assignacions de temperament igual de només entonació no són de cap manera úniques. La sèptima menor, per exemple, es pot dir de manera significativa com l'aproximació de 9 / 5, 7 / 4, o 16 / 9 depenent del context. Els 7 / 4 s'utilitza per fer èmfasi en aquesta afinació de l'ajustament parcial de la 7a en la sèrie harmònica.)

## Altres temperaments iguals

### Temperaments de 5 i 7 tons en etnomusicologia
Els temperaments iguals de 5 i 7 tons (5-TET i 7-TET respectivament), amb 240 i 171 passos cent, respectivament, és bastant comú. Un xilòfon tailandès mesurat per Morton (1974) "només variaven més o menys 5 cents", de 7-TET. Un xilòfon d'Uganda Chopi mesurat per Haddon (1952) també va ser sintonitzat a aquest sistema. Els gamelans d'Indonèsia estan sintonitzats a 5-TET d'acord amb Kunst (1949), però d'acord amb Hood (1966) i McPhee (1966) la seva afinació varia àmpliament, i d'acord amb Tenza (2000) que contenen octaves estirades. Ara és ben acceptat que la dels dos principals sistemes d'afinació en la música gamelan, slendro i pelog, només s'assembla a alguna cosa slendro cinc tons, mentre que la igualtat de temperament pelog és molt desigual, però, Surjodiningrat el 1972 va analitzar el pelog com un subconjunt de set notes de nou tons del temperament igual. A l'escala d'Amèrica del Sud i de l'Índia preinstrumental una cultura mesura per Boiles (1969) on figuren 175 cent del temperament igual, que s'estén com l'octava amb una mica de música instrumental gamelan.